# Столярчук Петро Гаврилович
Петро́ Гаври́лович Столярчу́к (* 16 вересня 1939, с. Топорів, Львівщина) — український науковець, доктор технічних наук (1990), професор (1992), академік міжнародної академії термоелектроніки, винахідник СРСР (1978). Завідувач кафедри метрології, стандартизації та сертифікації НУ «Львівська політехніка». Сфера досліджень: розвиток приладів та методів вимірювання теплових величин; розробка теоретичних основ і технічних засобів контролю якості продукції.
Закінчив Львівський політехнічний інститут у 1968 році, інженер-електрик. Протягом 1968–1970 — інженер, 1970–1971 — старший інженер, 1971–1977 — керівник групи, 1977–1978 — головний конструктор проектів, 1978–1982 — завідувач науково-дослідного відділу Львівського НВО «Термоприлад» Мінприладу СРСР.
1982–1983 — старший науковий співробітник, 1983–1984 — асистент, 1984–1987 — старший викладач, 1987–1991 — доцент, 1991–1995 — професор, з 1995 року — завідувач кафедри метрологій, стандартизації та сертифікації Національного університету «Львівська політехніка». Розроблені ним прилади широко використовуються в ядерній енергетиці, у дослідженнях космічного простору та в промислових умовах. Автор понад 250 наукових праць.